# Douchy (Aisne)
Douchy é uma comuna francesa na região administrativa de Altos da França, no departamento de Aisne. Estende-se por uma área de 5,05 km². Em 2010 a comuna tinha 166 habitantes (densidade: 32,9 hab./km²).